# Universidade de Las Tunas
A Universidade de Las Tunas (espanhol: Universidad de Las Tunas, ULT) é uma instituição pública de ensino superior sem fins lucrativos localizada em Las Tunas, Cuba. Foi fundada em 2009 e está organizado em 4 Faculdades.

## Organização
Estas são as 4 faculdades[carece de fontes?] em que a universidade está dividida em:
- Faculdade de Ciências Econômicas
- Faculdade de Ciências Técnicas
- Faculdade de Ciências Agrárias
- Faculdade de Ciências Sociais e Humanas